# Erich Äärlaht
Erich Äärlaht, född Erich Erlach 1902 i Mustels socken (Mustjala) på Ösel (Saaremaa), död (avrättad) den 15 maj 1942, var en estnisk frihetskämpe som ledde hemvärnsstyrkorna i rollen som kompanichef. 
Erlach bytte efternamn 1936 till det mer estnisktklingade Äärlaht, både för att undgå Sovjetunionens uppmärksamhet och för att förtydliga sin nationalistiska tillhörighet.
Han arresterades under ockupationen av de sovjetiska styrkorna 22 juli 1941. Han och familjen, fru och tre minderåriga barn, skickades till fängelset i Harku. Frun och barnen släpptes efter en dryg månad och Äärlaht sändes till koncentrationsläger i Irkusk, Sovjet, där han avrättades den 15 maj 1942, dömd enligt paragraf 58.
Paragraf 58 var en av de vanligaste paragraferna och med stöd av denna kunde myndigheterna avrätta de som ej samtyckte.
Lagen lydde: Aktiv kontrarevolutionär verksamhet som utförs under inbördeskriget av personer som varit del av Tsarens ledning eller annan kontrarevolutionär ledning. Straffen kunde vara: Avrättning, fängelse minst 3 år utan någon angiven övre tidsgräns, samt konfiskering av egendom.